# 傑克·布希
傑克·布希（William Jacob "Jake" Busey，1971年6月15日—）是美國的一位演員、音樂人和製作人。他出生在洛杉磯，父親是演員蓋瑞·布希。